# Lil Sclavo
Lil Sclavo Fernández, née le 10 février 1956 à Tacuarembó, est une écrivaine et traductrice uruguayenne.

## Œuvres
- El traductor, artífice reflexivo (avec Eliane Hareau). Montevideo, 2018.  (ISBN 978-9974-93-195-4)[1]

## Prix
- 2003: Premio Juan Rulfo de Traducción, organisé par Radio France international[2].